# Theodor Svedberg
Theodor Svedberg, né à Valbo (commune de Gävle) le 30 août 1884 et mort à Kopparberg (commune de Ljusnarsberg) le 25 février 1971, est un chimiste suédois.

## Biographie
Ses recherches sur les colloïdes ont conforté les théories du mouvement brownien proposées par Albert Einstein et Marian Smoluchowski. Il développa la technique d'ultracentrifugation analytique et montra son utilité pour la séparation de protéines, ce qui lui valut la Médaille Franklin en 1949. Il obtint le prix Nobel de chimie en 1926 « pour ses recherches sur les systèmes dispersés ».

## Unité
Il a donné son nom à une unité de mesure du taux de sédimentation en centrifugation: le Svedberg.

## Vie privée
Entre 1909 et 1914, il est marié à la médecin Andrea Andreen, avec qui il a deux enfants. Sa dernière épouse est morte en 2019 à 99 ans.